# アウグスト・レオポルト・フォン・ザクセン＝コーブルク・ウント・ゴータ
アウグスト・レオポルト・フォン・ザクセン＝コーブルク・ウント・ゴータ（ドイツ語: August Leopold von Sachsen-Coburg und Gotha, 1867年12月6日 - 1922年10月22日）は、コハーリ侯爵家の公子。ブラジル帝室の一員であり、ブラジルではアウグスト・レオポルド・デ・サクセ＝コブルゴ・イ・ブラガンサ（ポルトガル語: Augusto Leopoldo de Saxe-Coburgo e Bragança）と呼ばれた。 

## 生涯
ザクセン＝コーブルク＝ゴータ公子ルートヴィヒ・アウグストと、その妻でブラジル皇帝ペドロ2世の次女レオポルディナとの間の次男として生まれた。アウグスト・レオポルトは兄ペーター・アウグストとともに、外祖父のペドロ2世の手許で養育されたが、ブラジル帝室は1889年の帝政廃止と同時にフランスに亡命し、アウグスト・レオポルトはオーストリア＝ハンガリー帝国海軍に仕官した。
ペドロ2世の死後、アウグスト・レオポルトは1895年に起きたブラジル帝政復活計画において、次のブラジル皇帝に推された。本来のブラジル帝位継承者である伯母のイザベルは、ブラジル国民の間で全く人気がなかったためである。オーストリア＝ハンガリー外務省とドイツ皇帝ヴィルヘルム2世は、ブラジル帝位の継承者としてアウグスト・レオポルトを熱心に支持した。
1903年にポルトガルの塔および剣勲章を受章した。同年、オーストリアのザンクト・エギデン・アム・シュタインフェルトの城と荘園を買い取って暮らした。1922年、シュラートミンクで死去。享年54。死後、コーブルクの聖アウグスティン教会にあるコハーリ侯爵家の地下納骨堂に埋葬された。

## 子女
1894年5月30日、ウィーンでオーストリア大公およびトスカーナ公子カール・ザルヴァトールの次女カロリーネと結婚した。間に4男4女を儲けた。
- アウグスト・クレメンス・カール・ヨーゼフ・マリア・ミヒャエル・ガブリエル・ラファエル・ゴンザーガ（1895年 - 1908年）
- クレメンティーネ・マリア・テレーザ・ヨーゼファ・レオポルディーネ・ヴィクトリア・ラファエーレ・ガブリエーレ・ゴンザーガ（1897年 - 1975年） - 1925年、エドゥアルト・フォン・ヘラーと結婚
- マリア・カロリーネ・フィロメナ・イグナティア・パウリーネ・ヨーゼファ・ミヒャエラ・ガブリエラ・ラファエラ・ゴンザーガ（1899年 - 1941年） - 知的障害者・T4作戦犠牲者
- ライナー・マリア・ヨーゼフ・フローリアン・イグナティウス・ミヒャエル・ガブリエル・ラファエル・ゴンザーガ（1900年 - 1945年） - 1930年にヨハンナ・カーロリー・デ・カーロイ＝パティと初婚、1940年にエディス・デ・コーゾルと再婚
- フィリップ・ヨシアス・マリア・ヨーゼフ・イグナティウス・ミヒャエル・ガブリエル・ラファエル・ゴンザーガ（1901年 - 1985年） - 1944年、サラ・アウレリア・ハーラスと結婚
- テレジア・クリスティアーネ・マリア・ヨーゼファ・イグナティア・ベニツィア・ミヒャエラ・ガブリエーレ・ラファエーレ・ゴンザーガ（1902年 - 1990年） - 1930年、タクシス・デ・ボルドーニャ・エ・ヴァルニグラ男爵ラモラルと結婚
- レオポルディーネ・ブランカ・マリア・ヨーゼファ・イグナティア・パンクラツィア・ミヒャエラ・ガブリエーレ・ラファエーレ・ゴンザーガ（1905年 - 1978年）
- エルンスト・フランツ・マリア・ヨーゼフ・イグナティウス・タデウス・フェリックス・ミヒャエル・ガブリエル・ラファエル・ゴンザーガ（1907年 - 1978年） - 1939年、イルムガルト・レールと結婚

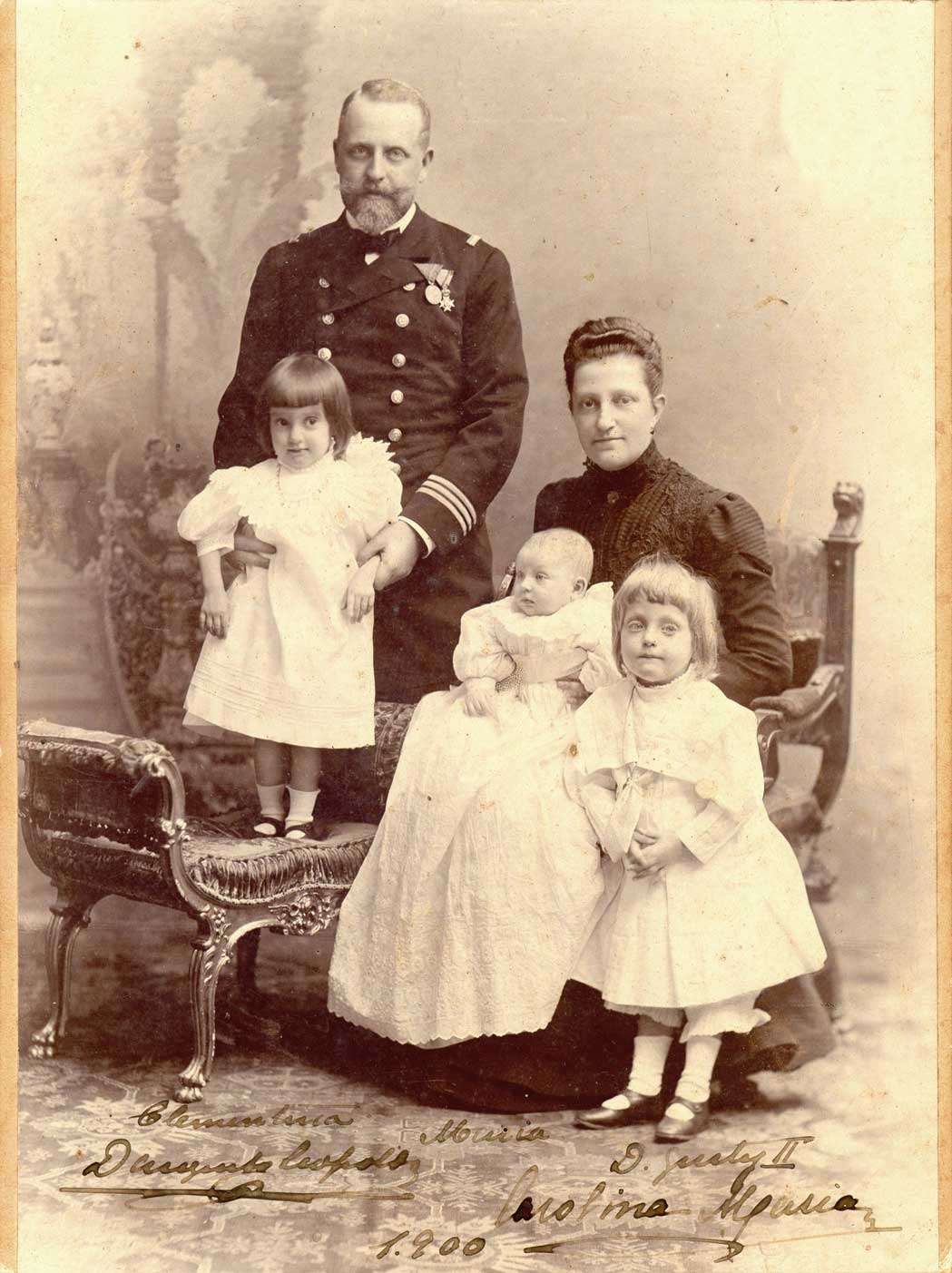
アウグスト・レオポルトと家族（1899年頃）